# Hadena luteago
Hadena luteago is een vlinder uit de familie van de uilen (Noctuidae). De wetenschappelijke naam van de soort is voor het eerst geldig gepubliceerd in 1777 door Schiffermüller.